# Яр (Тугулимський міський округ)
Яр (рос. Яр) — село у складі Тугулимського міського округу Свердловської області.
Населення — 563 особи (2010, 611 у 2002).
Національний склад станом на 2002 рік: росіяни — 96 %.